# Gąsówka szarobrązowa

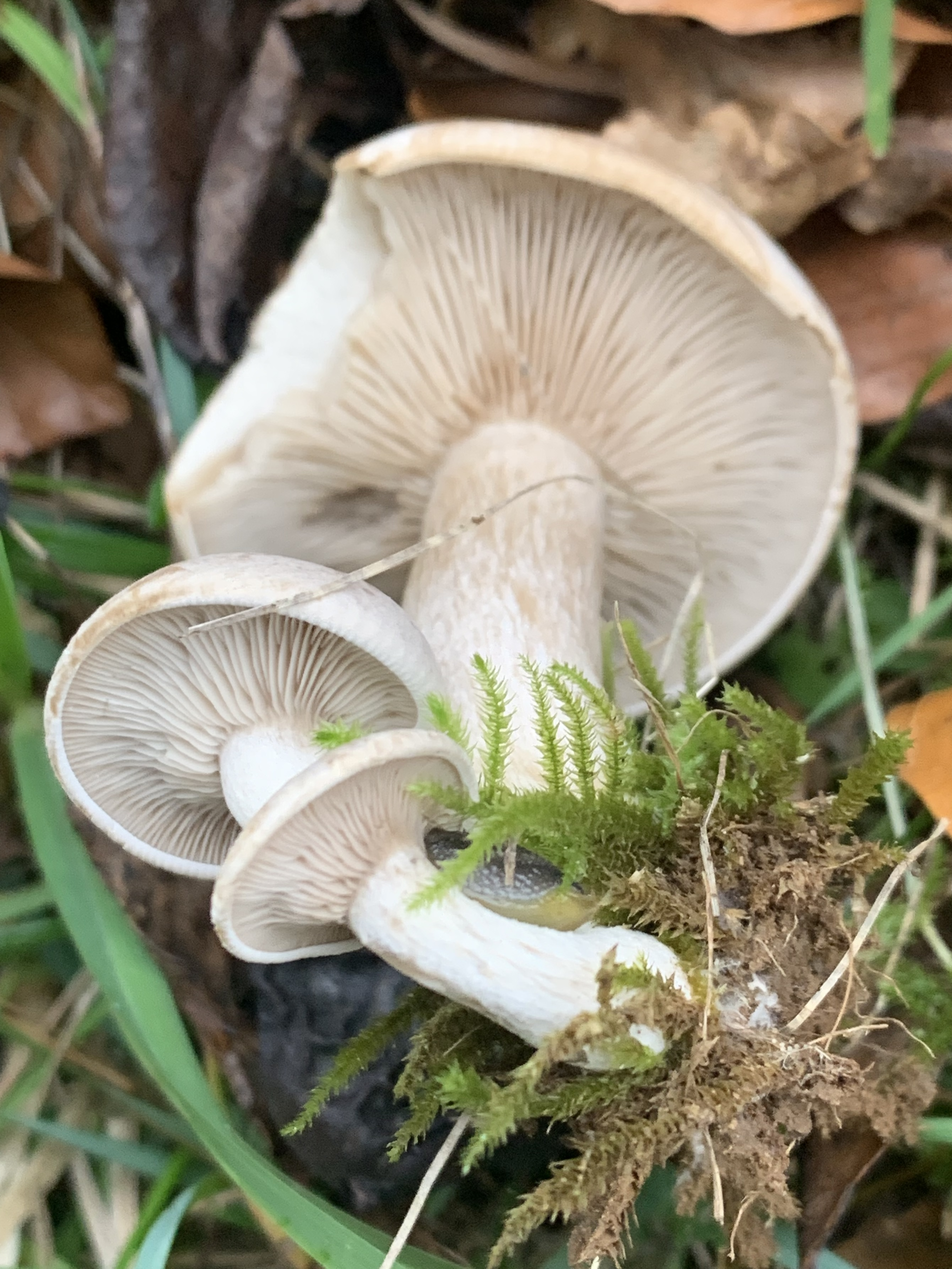

Gąsówka szarobrązowa (Lepista luscina (Fr.) Singer) – gatunek grzybów należący do rzędu pieczarkowców (Agaricales).

## Systematyka i nazewnictwo
Pozycja w klasyfikacji według Index Fungorum: Lepista, Incertae sedis, Agaricales, Agaricomycetidae, Agaricomycetes, Agaricomycotina, Basidiomycota, Fungi.
Po raz pierwszy opisał go w 1818 r. Elias Fries nadając mu nazwę Agaricus luscinus. Obecną, uznaną przez Index Fungorum nazwę nadał mu Rolf Singer w 1951 r.
Ma 7 synonimów. Niektóre z nich:
- Austroclitocybe luscina (Fr.) Raithelh. 1990
- Melanoleuca luscina (Fr.) Métrod 1949[2].

Nazwę polską zarekomendował Władysław Wojewoda w 2003 r.

## Morfologia
Kapelusz
Średnica do 12 cm, za młodu wypukły z podwiniętym, lekko bruzdowanym brzegiem, później płaskowypukły z prostym brzegiem, czasami wklęsły. Powierzchnia sucha i gładka, czasami z drobnymi łuskami wokół środka, beżowa, szarobrązowa lub brązowa, często nierówna lub nakrapiana, czasem z owalnymi plamami ułożonymi w okrąg.
Blaszki
Gęste, przyrośnięte lub zbiegające, czasem ze słabo wyraźnym ząbkiem, o barwie od kremowej do jasnobeżowej, często u starszych okazów z bladoróżowym odcieniem.
Trzon
Wysokość do 7 cm, cylindryczny, czasem rozszerzony lub zwężający się ku podstawie, stosunkowo gruby. Powierzchnia włóknista, biaława do beżowej.
Miąższ
Białawo-beżowy, gęsty i gruby, ale cienki na obwodzie kapelusza. Zapach mączysty lub nieokreślony, smak nieokreślony lub nieco nieprzyjemny.
Wysyp zarodników
Biladoróżowy. Zarodniki eliptyczne, 4,5–7 × 3–4,5 μm, pokryte drobnymi brodawkami.

## Występowanie
Występuje w Ameryce Północnej, Europie, Azji, Australii oraz na Nowej Zelandii i Tasmanii. W Polsce W. Wojewoda w 2003 r. przytoczył 7 stanowisk, w późniejszych latach podano następne. Najbardziej aktualne stanowiska podaje internetowy atlas grzybów. Znajduje się w nim na liście gatunków zagrożonych i wartych objęcia ochroną.
Naziemny grzyb saprotroficzny. Występuje w lasach sosnowych wśród mchów, oraz wśród traw na pastwiskach w parkach, ogrodach, przy drogach. Jest grzybem jadalnym.